# Chengyang (ort)
Chengyang är en ort i Kina. Den ligger i provinsen Shandong, i den östra delen av landet, omkring 200 kilometer sydost om provinshuvudstaden Jinan. Antalet invånare är 66 588.
Runt Chengyang är det tätbefolkat, med 530 invånare per kvadratkilometer. Det finns inga andra samhällen i närheten. Runt Chengyang är det i huvudsak tätbebyggt.
Genomsnittlig årsnederbörd är 962 millimeter. Den regnigaste månaden är juli, med i genomsnitt 322 mm nederbörd, och den torraste är januari, med 6 mm nederbörd.